# Teologia dialektyczna

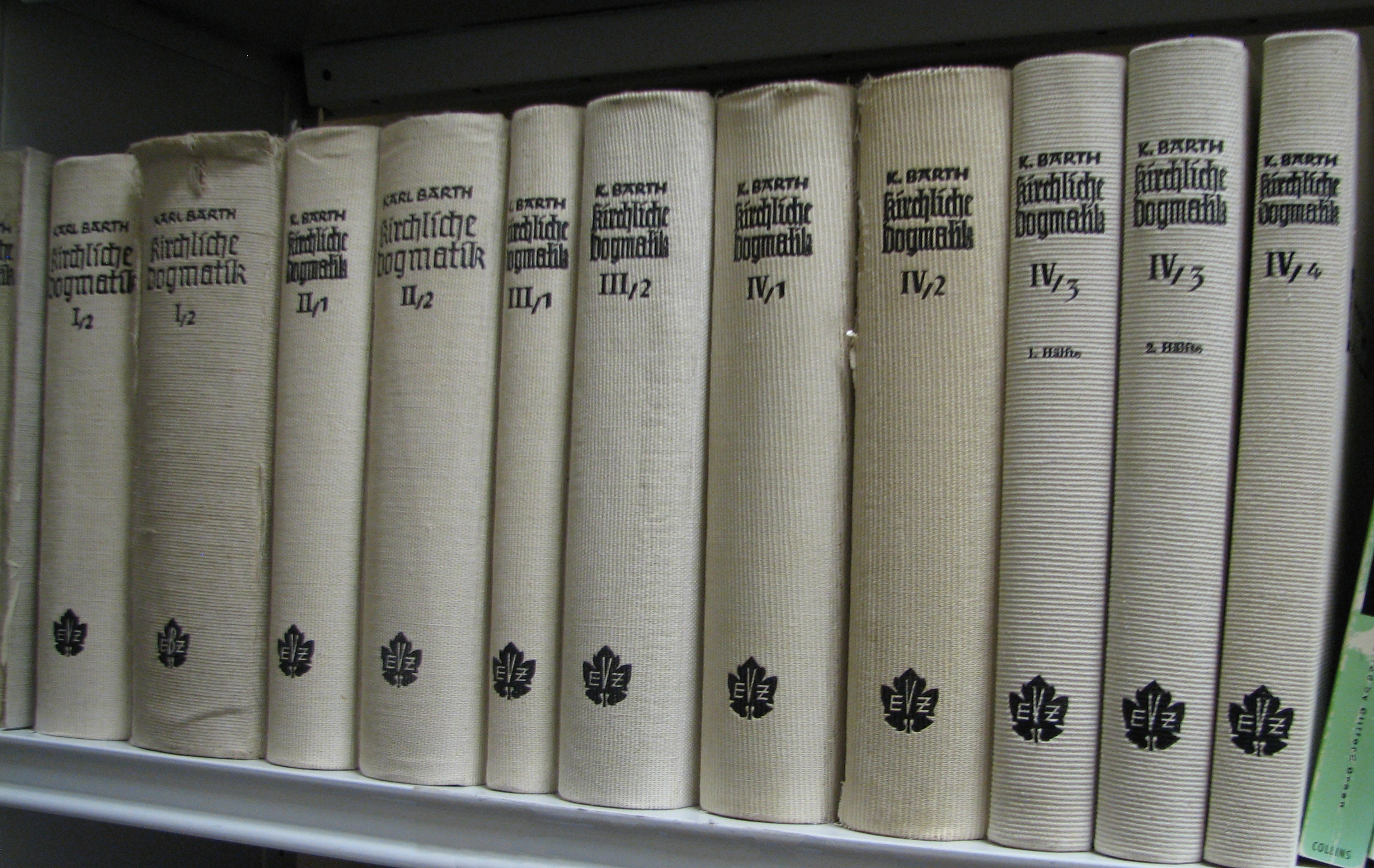
Zestaw tomów "Dogmatyki kościelnej" Karla Bartha, będącej czołowym wykładem teologii dialektycznej.

Teologia dialektyczna (nazywana także teologią kryzysu i teologią słowa Bożego) – nurt teologii protestanckiej powstały po I wojnie światowej w Niemczech i Szwajcarii, przeżywający największą popularność w latach 1920–1933.
Był inspirowany m.in. pismami Sørena Kierkegaarda i Franza Overbecka i powstał pod wpływem kryzysu duchowego wywołanego I wojną światową. Istotnym dla niego impulsem stała się konferencja w Tambach (22–25 września 1919), na której spotkali się Karl Barth, Rudolf Bultmann, Friedrich Gogarten i Eduard Thurneysen. Założenia teologii dialektycznej zostały zwięźle ujęte w deklaracji pt. „Zwischen den Zeiten”, opracowanej przez Gogartena. Pojęcie „teologia dialektyczna” powstało najpóźniej w 1922, chociaż sam Barth nie nazywał omawianego ruchu intelektualnego w ten sposób. Termin „teologia kryzysu” został zaproponowany przez Paula Tillicha w 1923.
Teologia dialektyczna była odpowiedzią na teologię liberalną jako efekt przekonania, iż teologia liberalna nie uwzględnia autentycznych celów refleksji teologicznej: teologia może mówić tylko o Bogu, czego teologia liberalna zdaniem rzeczników teologii dialektycznej nie czyniła. Stąd też teologowie dialektyczni podkreślali w swoich analizach nieskończoną jakościowo różnicę między Bogiem a człowiekiem, odrzucając stosowany przez teologów liberalnych antropocentryzm. Pojmowane dialektycznie śmierć i zmartwychwstanie Jezusa oznaczają zaprzeczenie człowieka przez Boga: Bóg jest zupełnie różny od świata i człowieka. W obliczu tej jakościowej różnicy pomiędzy Bogiem a człowiekiem, teologowie dialektyczni tacy jak Karl Barth i Emil Brunner podkreślali, że poznanie Boga dokonuje się w spotkaniu z nim jako osobą, które to spotkanie jest inicjatywą Boga (co zbliża ich do przedstawicieli filozofii dialogu). W śmierci i zmartwychwstaniu Chrystusa nowy świat Boży dotyka starego świata, czego nie można pojąć ani na sposób historii, ani wiary. 
Dynamika rozwoju teologii dialektycznej zaczęła słabnąć około roku 1933, kiedy to doszło do spięć w środowisku jej zwolenników na skutek zmian społeczno-politycznych w Niemczech oraz zamknięcia na polecenie Bartha czasopisma „Zwischen den Zeiten”.